# Bahnhof Thionville

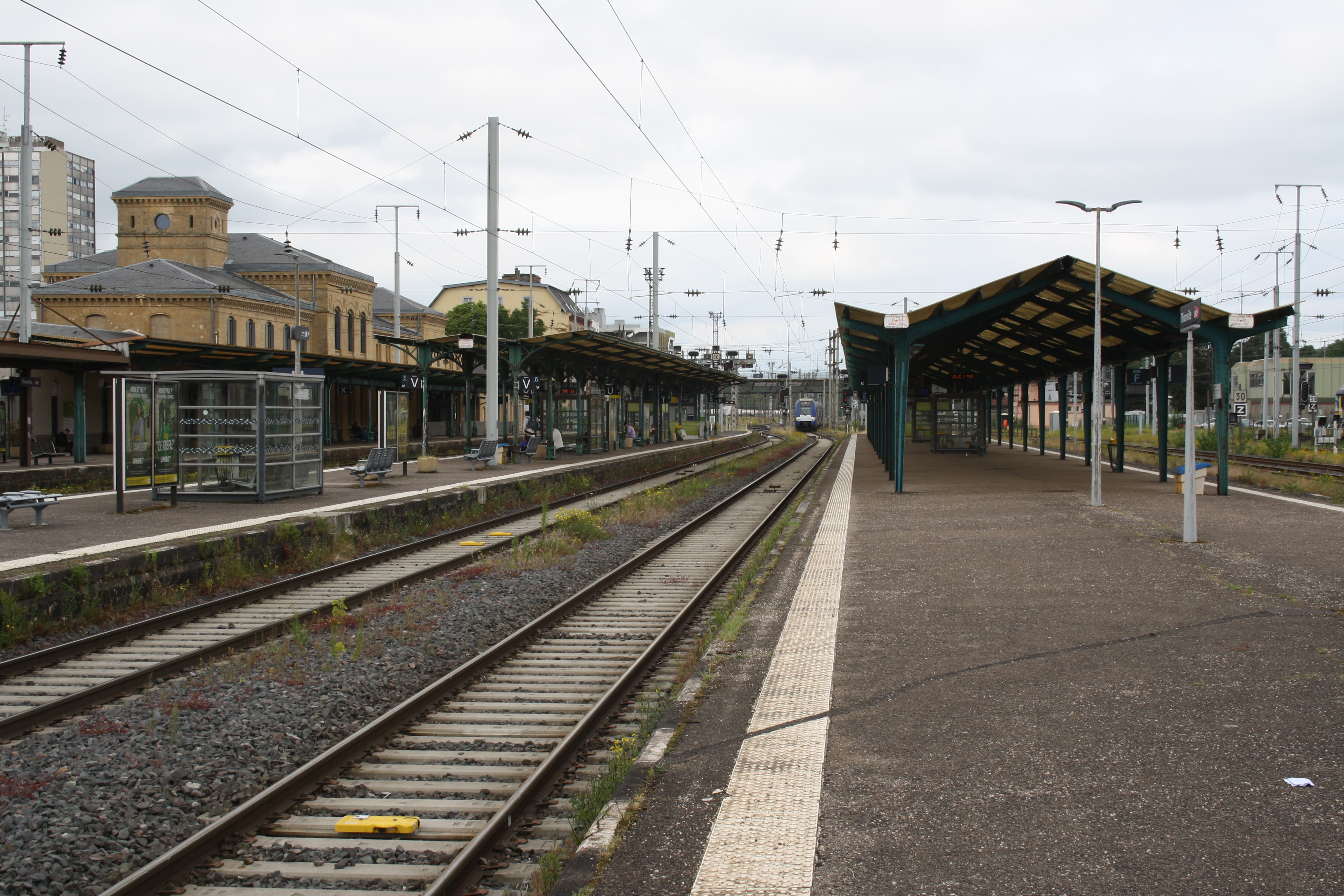
Bahnsteige

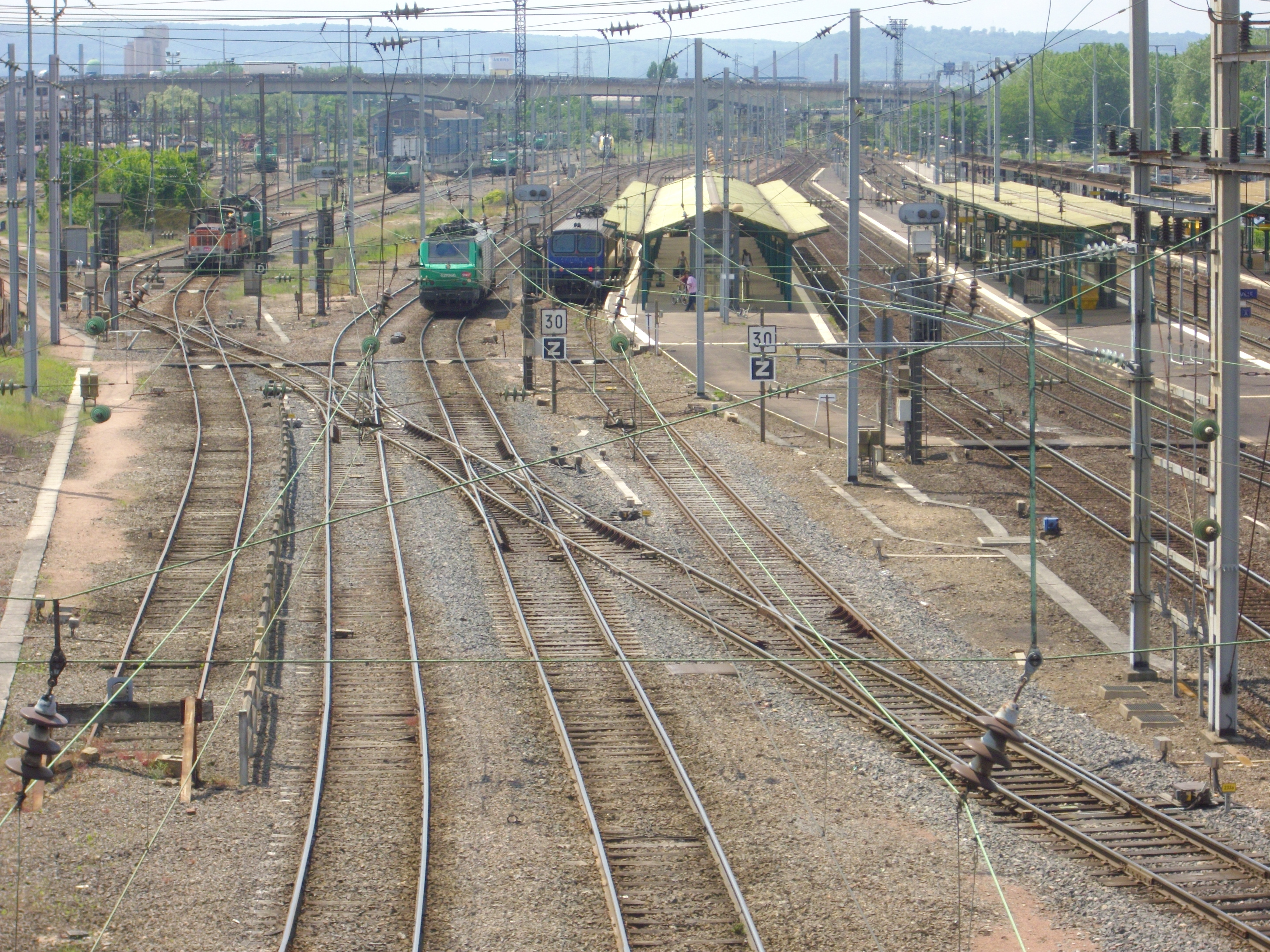
Gleisfeld

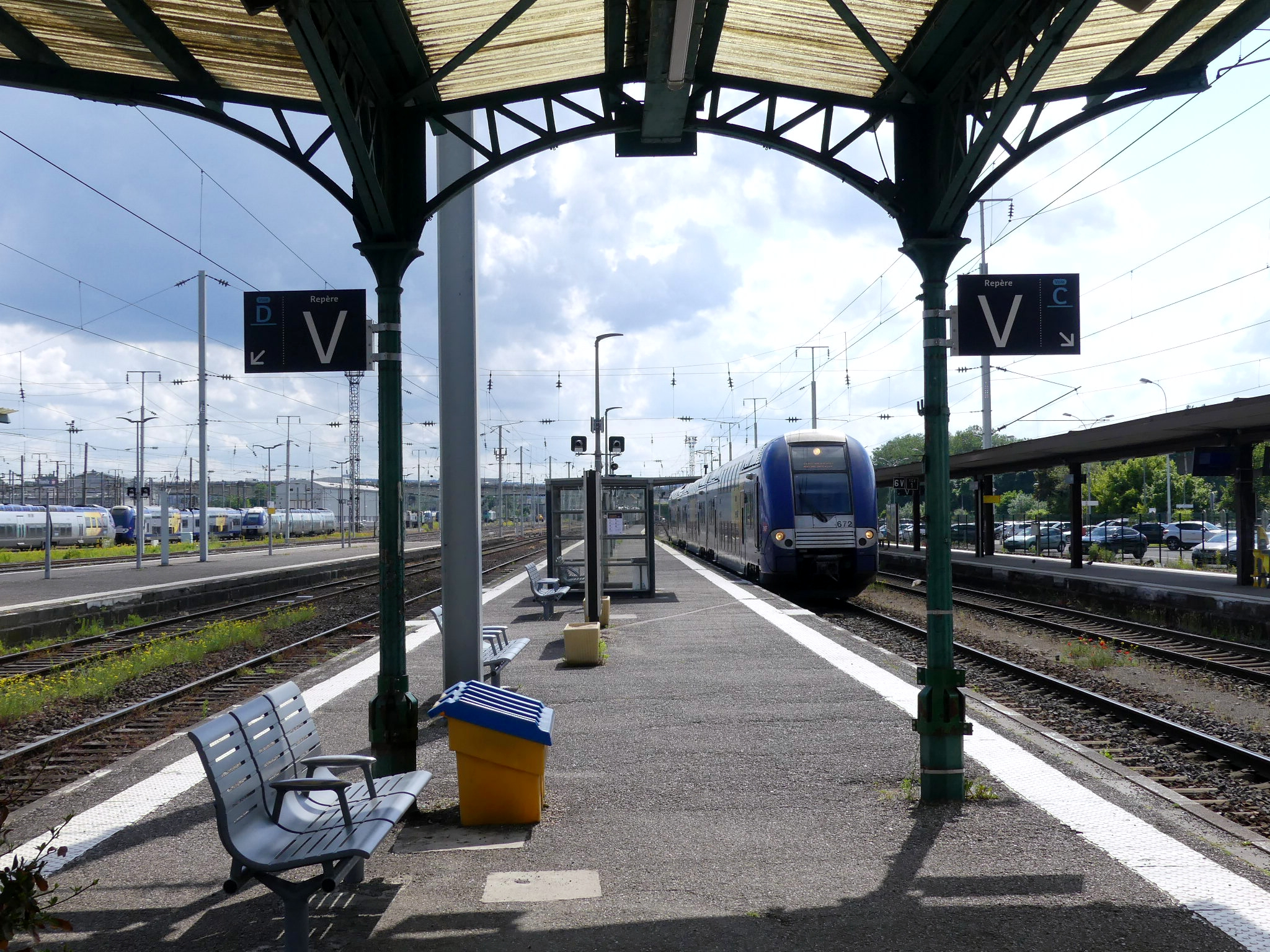
Bahnsteigüberdachung – Einfahrt eines Regionalzugs Metz–Luxemburg

Der Bahnhof Thionville ist der Bahnhof der französischen Stadt Thionville im Département Moselle. Der Bahnhof dient überwiegend dem Pendlerverkehr. Hier halten alle Züge, auch der TGV zwischen Luxemburg und Paris sowie die EuroCitys auf ihrem Weg zwischen Brüssel und Basel. Nach dem Bahnhof Metz ist dies der wichtigste Bahnhof im Nordosten Lothringens.

## Geschichte

### Erster Standort
Der erste Bahnhof von Thionville nahm den Betrieb auf, als die erste Strecke, die (damals) eingleisige Bahnstrecke Metz-Ville–Zoufftgen der Compagnie des Chemins de fer de l’Est, die Stadt 1854 erreichte. Damals war Thionville eine französische Festung und militärische Belange hatten absoluten Vorrang. Dazu zählte, das Schussfeld für die Artillerie im Vorfeld der Befestigungsanlagen von Bauten freizuhalten und dass die Gleise nicht in die Festung hineingeführt werden durften. So entstand der erste Bahnhof von Thionville am linken Ufer der Mosel und alle Hochbauten des Bahnhofs durften nur aus leichtem Material errichtet werden, damit sie im Verteidigungsfall sofort eingerissen werden konnten, um ein unbeeinträchtigtes Schussfeld zu schaffen. Die Stadt hatte damals knapp 8000 Einwohner. Thionville war für fünf Jahre zunächst Endstation, bevor die Fortsetzung der Strecke bis Luxemburg in Betrieb ging.

### Heutiger Standort
Der erste Bahnhof ging 1871 in Folge des Deutsch-Französischen Kriegs an das Deutsche Reich und die Reichseisenbahnen in Elsaß-Lothringen (EL) über. Es fanden grundlegende Umbauten der Eisenbahninfrastruktur statt, denn Diedenhofen wurde – auch militärstrategisch – durch die „Kanonenbahn“ als Eisenbahnknoten und Festung massiv aufgewertet. 1878 nahm die „Kanonenbahn“ ihren Betrieb nach Trier auf und 1898 ging auch deren zweites Gleis in Betrieb. Für den Personenverkehr entstand bis 1878 ein neuer Bahnhof an der noch heute dafür genutzten Stelle mit einem neuen Empfangsgebäude, einem Typenbau. Der alte Bahnhof wurde für den Güterverkehr weiter genutzt. Der neue Bahnhof für den Personenverkehr liegt auf einer Insel, die westlich von der Mosel und östlich vom Canal des Écluses umflossen wird. Er war damit in den Verteidigungsring der Festung einbezogen und leicht zu verteidigen.
Von 1906 bis in die Mitte der 1930er Jahre verkehrten auf dem Bahnhofsvorplatz die Züge auf der Schmalspurbahn Diedenhofen–Mondorf, die in Mondorf Anschluss an die Bahnstrecke Luxemburg–Remich besaß.

## Infrastruktur
Zum Bahnhof gehören umfangreiche Gleisanlagen. Im Südwesten grenzt das Bahnbetriebswerk Thionville an. An der Trasse in Richtung Trier (Nordosten) befinden sich weitere Abstellgleise. Hier befand sich bis zum Ende des Zweiten Weltkriegs ein zweites Bahnbetriebswerk.

## Empfangsgebäude
Das Empfangsgebäude befindet sich auf der dem Stadtkern gegenüberliegenden Mosel-Seite der Insel, unmittelbar an der Brücke der D 953, früher N53. Es ist vom Typ „Donjon“, dessen Erscheinungsbild durch den Bau von einem vorgesetzten Baukörpers erweitert und die Höhe durch das langgezogene Dach des Turms betont wurde. Es stammt von 1878 und hatte den gleichen Grundriss wie das des Bahnhofs Bénestroff südlich von Metz. 1898 wurde eine umfangreiche Erweiterung des Bahnhofsgebäudes eröffnet, um dem wachsenden Verkehr gerecht zu werden. Im Ersten Weltkrieg war die Station ein wichtiger Umsteigebahnhof für die Truppentransporte in Richtung Westen.
Der Bahnhof wurde 2011 mit EU-Mitteln umfangreich renoviert.

## Service
Der Bahnhof ist mit einem Fahrkartenschalter und einem Imbiss ausgestattet. Das Gebäude ist täglich zwischen 05:00 und 23:45 Uhr geöffnet.

## Verkehr
In Thionville halten Regional-Express-Züge zwischen Luxemburg, Thionville, Metz und Nancy in der Regel im 20-Minuten-Takt. Hinzu kommen einzelne TGV-Züge über die LGV Est européenne zwischen Luxemburg und Paris Est. In den Hauptverkehrszeiten verkehren montags bis samstags ein bis zwei Züge zwischen Bouzonville und Thionville. An Wochenenden verkehrt zudem der Trier-Lorraine-Express, RE16 Trier – Perl – Thionville – Metz.

## Planungen
Nach den Planungen des Rheinland-Pfalz-Taktes 2015 sollten alle Züge der Obermoselstrecke ab dem Fahrplanwechsel 2014/2015 im Dezember 2014 von ihren bisherigen Endbahnhof Perl über die deutsch-französische Grenze nach Thionville verlängert werden. Diese Idee hat man modifiziert, da "ab Dezember 2024 ein tägliches grenz-überschreitendes Zugangebot im SPNV zwischen Trier und Metz via Perl mit einem Taktfahrplan geschaffen werden soll. Die zukünftige Regional-Express (RE)-Linie Trier – Perl – Thionville – Metz mit Verlauf über die Obermoselstrecke wird zunächst im 2-Stunden-Takt angeboten mit einer Fahrzeit von weniger als einer Eindreiviertelstunde." Das Problem der unterschiedlichen Stromsysteme in Deutschland und Frankreich soll mit mehrsystemfähigen Fahrzeugen des Typs Alstom Coradia Polyvalent gelöst werden.